# 다카마쓰코토히라 전기 철도 시도선
다카마쓰코토히라 전기 철도 시도 선(일본어: 高松琴平電気鉄道志度線)은 다카마쓰코토히라 전기 철도의 철도 노선 가운데 하나이다. 가가와현 다카마쓰시에 위치한 가와라마치역과 사누키시에 위치한 고토덴 시도 역을 잇는다.

## 역사
- 1911년(메이지 44년) 11월 18일: 히가시찬 전기 궤도가 이마하시 - 시도(현재의 코토덴 시도)간을 개업.
- 1912년(다이쇼 원년) 8월 4일: 철도 면허 취소(쓰다쵸-마쓰오무라간).
- 1913년 10월 15일: 이즈하루(현재의 가와마치역 시도선 출구 부근) - 이마하시마가 개업.
- 1921년 - 1923년: 나카노무라 역을 나카노마치 역으로 개칭.
- 1922년 11월 1일: 육군 특별 대연습 때문에, 12월 25일까지 가스가가와역을 휴지해, 니시가타모토역과의 사이에(임) 가스가가와히가시역 개설.
- 1925년 8월 1일: 야지마역을 야지마 노보루야마구치역으로 개칭.
- 1929년 4월 21일: 야지마 노보루야마구치역을 종래보다 360m 동쪽의 현재지로 이전.
- 1935년 5월 10일: 야쿠리 - 로쿠만지간에 시라하 역 개업.
- 1937년(쇼와 12년) 이후 후지쓰카-카와마치간의 히가시다마치역 폐지.
- 1942년 4월 30일: 시코쿠 수력 전기가 철도 사업을 사누키 전철에 양도.
- 1943년 11월 1일: 사누키 전철·코토히라 전철·다카마츠 전기 궤도가 합병해 다카마츠 코토히라 전기 철도 발족. 시도에키마에역을 고토덴 시도역으로 개칭. 축항 앞 - 공원 앞 간이 시내선, 공원 앞 - 고토덴 시도간이 시도선이 된다.
- 1945년 1월 26일: 불요불급선 지정에 의해 야쿠리-고토덴시도간을 휴지, 자재 공출된다.
- 1945년 7월 4일: 공원 앞 - 데하루마가, 츠키코 앞 - 공원 앞 사이의 시내선과 동시에 공습 피해 때문에 휴지.
- 1945년 7월 30일: 공습으로 소실된 데하루역을 폐지해, 와마치역을 코토히라선 코토덴 타카마츠역에 통합.
- 1949년 10월 9일: 야쿠리-고토덴시도 구간이 복구, 영업 재개. 육만사역은 모례역으로 개칭. 시라하역, 야쿠리신도역, 하라-코토덴 시도간의 시도니시구치역은 휴지 상태.
- 1950년 4월 16일: 야지마 노보루야마구치역을 고토덴 야지마역으로 개칭.
- 1951년(쇼와 26년) 시오야 - 후사마에간에 계절 임시역으로서 시오야 해수욕장 앞역을 개설.
- 1953년 10월 20일: 코토히라선 축항(가역, 현재의 타카마츠 축항)까지 직통 개시.
- 1954년 1월 1일: 코토덴 타카마츠역을 카와마치역으로 개칭.
- 1957년 8월 15일: 1945년(쇼와 20년)부터 휴지중의 공원앞-기와마치간이, 시내선(이 해 1월 8일 폐지)에 이어 폐지.
- 1966년 8월 2일: 전선의 가선 전압을 600V에서 1500V로 승압.
- 1969년 10월 2일: 고토덴야지마 - 야쿠리간 경로 변경, 후루타카마츠역 이전. 타카마츠키타 바이패스 건설에 의한.
- 1970년(쇼와 45년): 시오야-보마에간의 시오야 해수욕장 앞역을 폐지.
- 1971년 8월 20일: 마츠시마 4초메역을 마츠시마 2초메역으로 개칭.
- 1976년 8월 1일: 이마바시역 부근에서 정면 충돌 사고, 중경상자 224명을 낸다. 전재를 제외하면 대전 사상 최초의 사고 폐차로, 유책 사고에 의한 것으로는 유일.
- 1979년 3월 1일: ATS 설치.
- 1992년(헤이세이 4년) 11월 5일: 오키마쓰시마역을 고토덴시도방으로 이전.
- 1994년 6월 26일: 가와마치역 개량공사 착수에 따라 고토히라선·나가오선과 분단되어 고립선이 됨. 다카마쓰 축항 직통 폐지.
- 1998년 7월 13일: 첫 냉방차가 되는 600형의 영업 운전을 개시.
- 2007년 7월 31일: 냉방화 100% 달성. 이에 따라 시도선의 모든 차량이 양개문, 자동 가속 제어, WN 구동 방식, 디스크 브레이크 장착의 전 나고야 시영 지하철의 차량으로 통일되었다.
- 2022년(2020년) 4월 16일: 원맨운전을 전 노선에서 개시. 다만 아침 3량 편성열차는 종전대로 차장이 승무한다.

## 운행 형태
보통 열차만 있다. 가와라마치 ~ 고토덴 시도 구간에 20분 간격으로 운행되며 평일 아침 및 저녁 시에는 가와라마치 ~ 오마치 구간을 운행되는 열차가 있어 그 때 가와라마치 ~ 오마치 구간은 10분 간격으로 열차가 운행된다.
다른 노선에 직결 운행을 하지 않는다.

## 차량
- 600형·700형

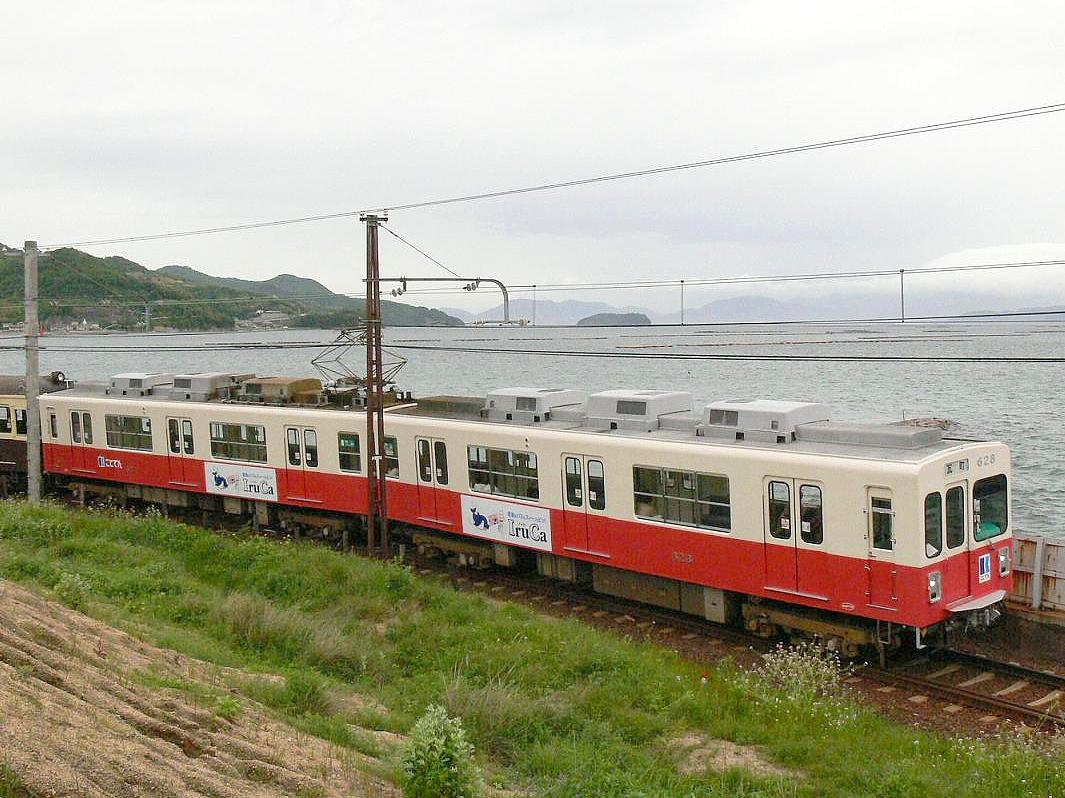
600형
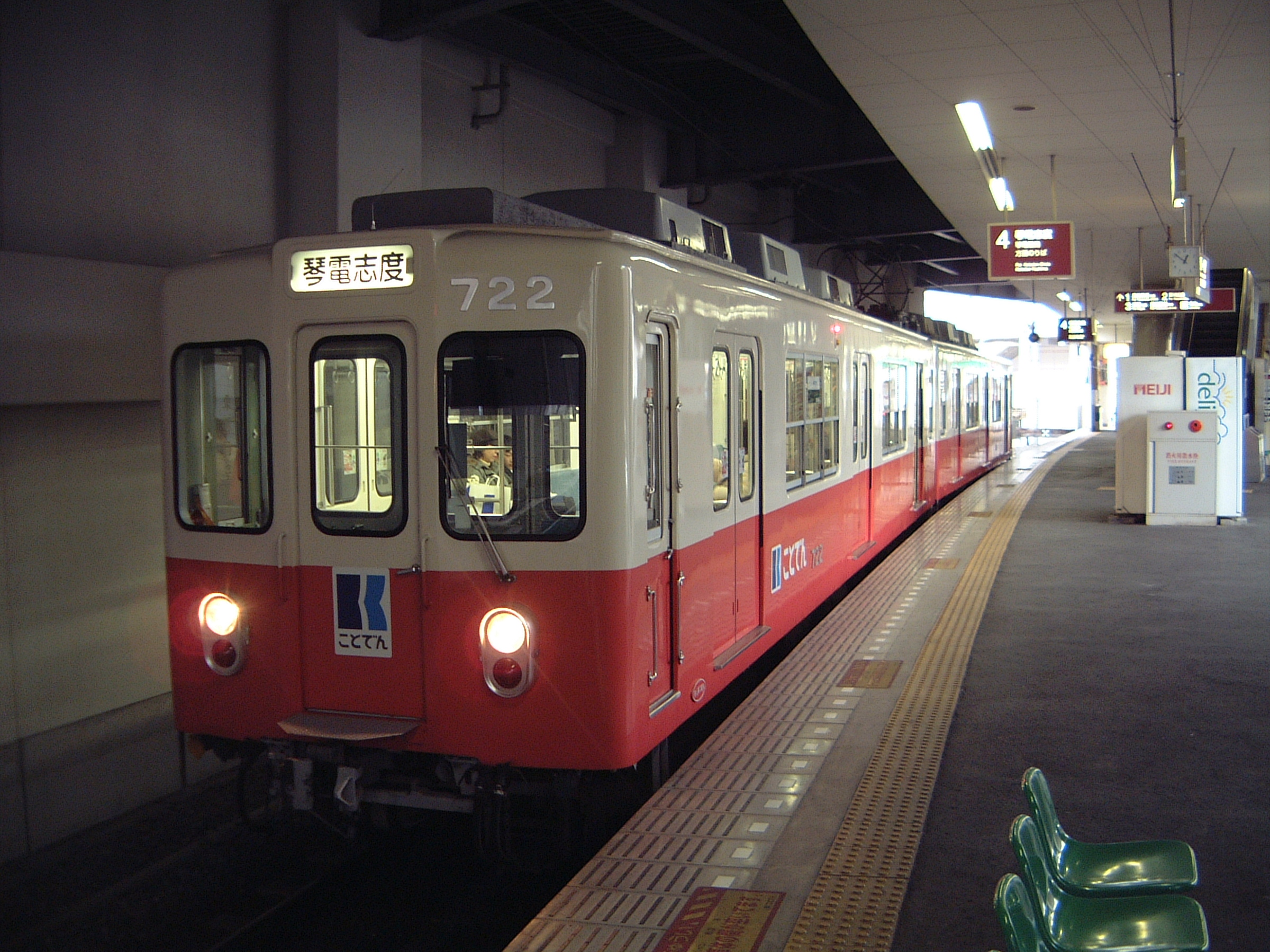
700형

## 역 목록
※ 전 노선 가가와현에 소재.
| 역 번호 | 역명           | 일어 역명  | 역간 거리 | 영업 거리 | 접속 노선                                                        | 소재지     |
| ------- | -------------- | ---------- | --------- | --------- | ---------------------------------------------------------------- | ---------- |
| S 00    | 가와라마치     | 瓦町       | -         | 0.0       | 다카마쓰코토히라 전기 철도 고토히라 선 (K 02) · 나가오 선 (N 02) | 다카마쓰시 |
| S 01    | 이마바시       | 今橋       | 0.6       | 0.6       |                                                                  | 다카마쓰시 |
| S 02    | 마쓰시마니초메 | 松島二丁目 | 0.6       | 1.2       |                                                                  | 다카마쓰시 |
| S 03    | 오키마쓰시마   | 沖松島     | 0.7       | 1.9       |                                                                  | 다카마쓰시 |
| S 04    | 가스가가와     | 春日川     | 1.1       | 3.0       |                                                                  | 다카마쓰시 |
| S 05    | 가타모토       | 潟元       | 1.3       | 4.3       |                                                                  | 다카마쓰시 |
| S 06    | 고토덴야시마   | 琴電屋島   | 0.7       | 5.0       |                                                                  | 다카마쓰시 |
| S 07    | 후루타카마쓰   | 古高松     | 0.7       | 5.7       |                                                                  | 다카마쓰시 |
| S 08    | 야쿠리         | 八栗       | 1.0       | 6.7       | 시코쿠 케이블 야쿠리 케이블                                      | 다카마쓰시 |
| S 09    | 로쿠만지       | 六万寺     | 1.1       | 7.8       |                                                                  | 다카마쓰시 |
| S 10    | 오마치         | 大町       | 0.9       | 8.7       |                                                                  | 다카마쓰시 |
| S 11    | 야쿠리신미치   | 八栗新道   | 0.6       | 9.3       | 시코쿠 여객철도 고토쿠 선 (사누키무레역)                         | 다카마쓰시 |
| S 12    | 시오야         | 塩屋       | 0.7       | 10.0      |                                                                  | 다카마쓰시 |
| S 13    | 후사자키       | 房前       | 0.6       | 10.6      |                                                                  | 다카마쓰시 |
| S 14    | 하라           | 原         | 0.9       | 11.5      |                                                                  | 다카마쓰시 |
| S 15    | 고토덴시도     | 琴電志度   | 1.0       | 12.5      | 시코쿠 여객철도 고토쿠 선 (시도역)                               | 사누키시   |